# ペンタコサン
ペンタコサン (Pentacosane) とは、炭素が25個分岐することなく連なった直鎖状のアルカン。分子式はC25H52であり、炭化水素の仲間であることがわかる。分子量は352.6804。融点は1気圧において53～56 (℃)。沸点は1気圧において403.55 (℃)、0.05mmHgにおいて169～170 (℃)。構造異性体の種類は36797588ある。